# Krankenrückkehrgespräch
Das Krankenrückkehrgespräch oder Rückkehrgespräch umfasst ein oder mehrere Gespräche, die ein Vorgesetzter mit einem Erkrankten nach Rückkehr an seinen Arbeitsplatz führt. Die Gespräche sollen zur Aufklärung der Krankheitsgründe beitragen. Wichtig für ein Unternehmen ist, sich im Vorfeld über die Vor- und Nachteile eines solchen Gesprächs klar zu werden, einen entsprechenden Leitfaden zu entwickeln und vor allem die Vorgesetzten bzw. Führungskräfte eingehend zu schulen. Rückkehrgespräche finden sowohl im öffentlichen Dienst, als auch in der Privatwirtschaft statt. Bei der Adam Opel GmbH sind die Rückkehrgespräche als Siedlergespräche bekannt. Hier finden die Gespräche schon nach einem Tag Arbeitsausfall wegen Krankheit statt.
Dem Betriebsrat kommt zur Sicherung der Arbeitnehmerinteressen ein Mitbestimmungsrecht zu.

## Ziele
Ziel eines solchen Gespräches sollte es sein, mögliche Ursachen am Arbeitsplatz für die Krankheit zu identifizieren und anschließend zu entfernen, um eine Neuerkrankung zu verhindern. Laut der Gewerkschaft ver.di geht es dem Arbeitgeber dabei allgemeiner darum „nähere Einzelheiten über die Krankheit und deren Auswirkungen für die Zukunft zu erfahren“, mit dem Ziel, „den Krankenstand in der Belegschaft zu senken und damit Kosten zu sparen“. Gegebenenfalls, so ver.di, werde Druck auf einzelne betroffene Beschäftigte ausgeübt und ggf. werde bei einem späteren Personalabbau auf die in Krankengesprächen preisgegebenen Informationen zurückgegriffen, ebenso wie bei der Vorbereitung krankheitsbedingter Kündigungen.
Private Krankheitsgründe gehören zur Privatsphäre, unterliegen dem Persönlichkeitsrecht des Arbeitnehmers und müssen gegenüber dem Arbeitgeber nicht offenbart werden. Liegen die Krankheitsgründe hingegen möglicherweise im Arbeitsverhältnis – etwa in einem Arbeitsunfall, in gesundheitsgefährdende Materialien am Arbeitsplatz oder in einem psychisch belastenden Betriebsklima – so besteht ein berechtigtes Interesse des Arbeitgebers, Näheres über die Krankheitsursachen zu erfahren. Gegebenenfalls ist der Betriebsrat einzuschalten.

## Gestaltungsspielraum
Das Rückkehrgespräch kann sehr unterschiedliche Züge annehmen. Es reicht von Hilfestellung und Fürsorge bis zur Kontrolle und Sanktion. Ein eskalatives Gesprächsmodell erzielte u. a. bei der Adam Opel GmbH große kurzfristige Effekte auf die Fehlzeiten. Zu beachten ist jedoch, dass keine Überprüfung der Nachhaltigkeit und der theoretischen Überlegungen stattgefunden hat. Viele Führungskräfte bemängeln den Erkenntnisgewinn in solchen anlassbezogenen Gesprächen. Der Anlass wird vom Mitarbeiter als Normabweichung betrachtet und die ungleichen Machtverhältnisse blockieren die Ursachenforschung vielmehr. Moderne Ansätze plädieren deshalb dafür, das Thema Fehlzeiten stärker in das Mitarbeitergespräch zu integrieren oder Mitarbeiter vielmehr situativ auf Ursachen bezüglich ihrer Erkrankung anzusprechen. Eine zu starke Fixierung auf Fehlzeiten, z. B. durch Bonusprogramme, die die Präsenz belohnen, führt dagegen nicht zur Gesunderhaltung, sondern eher zu Präsentismus.
Mitarbeiter müssen vor einem Krankenrückkehrgespräch darüber aufgeklärt werden, dass sie keine Auskünfte über Krankheitsursachen oder Diagnosen zu nennen brauchen.
Arbeitsplatzbedingte Ursachen für die Krankheit können folgende sein:
- Arbeitspensum
- Arbeitsplatzergonomie
- Arbeitszeiten
- Ärger mit der Führungskraft
- Ärger mit einem Kollegen
- Ärger mit Kunden
- fehlende Unterstützung
- hoher Zeitdruck
- insgesamt hohe Stressbelastungen
- lange sitzende Tätigkeiten
- Temperaturwechsel
- Zugluft

## Mitbestimmung des Betriebsrats (Deutschland)
Das Bundesarbeitsgericht (BAG) hat zum deutschen Betriebsverfassungsrecht entschieden, dass die systematische Durchführung von Krankenrückkehrgesprächen oder ähnlicher Maßnahmen mit gleicher Zielsetzung der Mitbestimmung des Betriebsrats nach § 87 Absatz 1 Nr. 1 BetrVG unterliegt.
- BAG-Beschluss vom 8. November 1994 – 1 ABR 22/94 – NZA 1995, 857: Krankengespräche mit etwa 30 Arbeitnehmern in einer Abteilung mit auffällig hohem Krankenstand (im Furnierwerk eines holzverarbeitenden Betriebes);
- BAG-Beschluss vom 27. Januar 1997 – 1 ABR 53/96 – AP Nr. 27 zu § 87 BetrVG 1972 Ordnung des Betriebes = NZA 1997, 785: Der Arbeitgeber hatte an arbeitsunfähig erkranke Mitarbeiter einen detaillierten Fragebogen zu den medizinischen Ursachen der Arbeitsunfähigkeit ausgegeben mit der Bitte, diesen dem krankschreibenden Arzt vorzulegen und ihn dann ausgefüllt zurückzugeben.

Nach § 87 Absatz 1 Nr. 1 BetrVG hat der Betriebsrat mitzubestimmen, soweit es „Fragen der Ordnung des Betriebes und des Verhaltens der Arbeitnehmer im Betrieb“ betrifft. Darunter werden in erster Linie jene Regelungen verstanden, die der Arbeitgeber aufstellt, um das Zusammenleben der Arbeitnehmer im Betrieb zu ordnen, also typischerweise solche Regelungen, die in einer Büroordnung, einer Betriebsordnung oder einer Hausordnung zu erwarten sind. Dafür sind Regelungen zum Rauchen oder Nichtrauchen, zum „Spüldienst“ in der Büroküche oder zur Benutzung des Firmenparkplatzes typische Beispiele. Das Beteiligungsrecht greift aber nicht nur dann ein, wenn der Arbeitgeber das Zusammenleben der Kollegen untereinander regeln will, sondern auch dann, wenn er zur Durchsetzung eigener Interessen Verhaltensregeln aufstellt an die sich alle halten müssen, etwa die Anweisung, eine Stempeluhr zu verwenden, oder sich am Tor eine Kontrolle der Taschen zu unterziehen („Torkontrollen“). Anknüpfend an dieses erweiterte Verständnis des Beteiligungsrecht sagt das BAG in den zitierten Beschlüssen, immer dann, wenn der Arbeitgeber sich ein System für Krankenrückkehrgespräche überlege, das er in Zukunft allgemein in einer Vielzahl von Fällen anwenden wolle, regele er damit das Verhalten der Arbeitnehmer im Betrieb. Daher habe der Betriebsrat mitzubestimmen. Mitbestimmungsfrei ist danach allerdings noch das Krankenrückkehrgespräch im Einzelfall.
Die Beteiligung sollte der Betriebsrat dazu nutzen, das Krankengeheimnis des Arbeitnehmers so weit wie möglich zu schützen (etwa durch deutliche Hinweise auf die Freiwilligkeit jeglicher Angaben zu den medizinischen Ursachen der Arbeitsunfähigkeit). Im Übrigen kann ein System der Krankenrückkehrgespräche auch Erkenntnisse zu Tage fördern, die im Interesse des Betriebsrats liegen, etwa Hinweise auf Zusammenhänge zwischen Krankheit und Arbeit.
Im öffentlichen Dienst gelten die obigen Ausführungen sinngemäß für die Beteiligungsrechte des Personalrates aufgrund des jeweils geltenden Personalvertretungsgesetzes.